# Jo Lawry
Jo Lawry (geboren 1978 oder 1979 in Adelaide) ist eine in den USA lebende australische Jazzsängerin und Singer-Songwriterin.

## Leben
Lawry kam in der südaustralischen Hauptstadt Adelaide auf die Welt. Sie ist eines von fünf Kindern einer religiös geprägten Familie, die Eltern achteten früh darauf, ihrem Nachwuchs das Spielen von Instrumenten beizubringen. Lawry wuchs in der Nähe der südlich von Adelaide gelegenen Kleinstadt Willunga auf, wo ihr Vater eine Mandelbaumplantage besaß. Bereits als Kind lernte sie Klavier und Geige spielen und stand bei einer Aufführung von Les Misérables auf der Bühne. Frühe musikalische Einflüsse stammten von den Werken Tina Lawtons, ihrer 1968 im Alter von 24 Jahren bei einem Flugzeugabsturz ums Leben gekommenen Tante, die es als Folksängerin zu einiger Bekanntheit gebracht hatte.
Ihre musikalische Ausbildung begann Lawry am Elder Conservatory der Universität Adelaide im klassischen Bereich, wandte sich dann aber dem Jazz, den sie als „kreativer“ betrachtet, zu. Finanziell unterstützt unter anderem durch ein Stipendium des Fulbright-Programms zog sie, um ihr Musikstudium zu beenden, nach New York. Dort gründete sie ein eigenes Quintett und erregte bald die Aufmerksamkeit von Bobby McFerrin oder Fred Hersch, der sie dazu einlud, sich seiner Band Pocket Orchestra anzuschließen.
Lawry gibt Kurse in Jazzgesang an der Manhattan School of Music. Sie ist verheiratet mit dem ursprünglich aus London stammenden Saxophonisten und Komponisten Will Vinson. Im November 2017  kam die gemeinsame Tochter Ruby auf die Welt.

## Musikalisches Schaffen

### In der Band von Sting
2009 wurde Lawry auf Empfehlung ihrer Bekannten Laila Biali zu einem Casting als Background-Sängerin in der Begleitband von Sting eingeladen und beide wurden genommen. Ursprünglich nur verpflichtet für einen Doppelauftritt im Rahmen der Vorstellung von Stings neuem Album A Winter’s Night in der Kathedrale von Durham im September des Jahres, blieb Lawry dauerhaft dabei. Nachdem Sting durch Zufall von Lawrys Fähigkeiten mit der Fiddle erfahren hatte, bekam sie bereits in Durham die Gelegenheit zu einem kurzen Einsatz mit diesem Instrument.
Bei seinem nächsten Projekt Symphonicities, gemeinsam mit dem Royal Philharmonic Concert Orchestra, war Lawry ebenfalls dabei, nun als einzige Sängerin neben Sting. Sie gehörte in den folgenden Jahren zur festen Besatzung der Begleitband und wuchs schnell über die ihr zugedachte Rolle hinaus. Lawry bekam eigene Gesangsparts, 2012 bei der Back to Bass-Tour im Duett mit Sting und, gemeinsam mit Peter Tickell, auch mit der Fiddle. An der Erstellung des Sting-Albums The Last Ship von 2013 war Lawry ebenfalls beteiligt. Zu sehen und zu hören ist sie in den auch als Konzertfilm erschienenen Mitschnitten Live in Berlin von 2010, The Last Ship – Live at the Public Theatre von 2013 sowie in der Dokumentation 20 Feet from Stardom aus demselben Jahr. 2014/15 war Lawry gemeinsam mit Sting und Paul Simon auf Tour.

### Solokarriere
2008 kam Lawrys erstes Soloalbum I want to be Happy auf den Markt, vornehmlich mit Jazzstandards, Folk- und Coversongs. Von Musikkritikern wurde es wohlwollend aufgenommen, Down Beat zählte es zu den besten CDs des Jahrzehnts. Ihr zweites Werk, Taking Pictures, veröffentlichte die zu diesem Zeitpunkt 36-Jährige im Februar 2015. Es beinhaltete eigene Stücke, die sie bei Live-Auftritten, unterstützt von einer kleinen Begleitband, selbst mit der Gitarre präsentierte. Im Sydney Morning Herald wurde Lawry in diesem Zusammenhang gelobt als „die feinste Jazzsängerin, die Australien hervorgebracht habe“ (englisch the finest jazz vocalist Australia has produced). Zugleich kam es zu einem stilistischen Wandel, hin zu mehr pop-orientierter Musik. Als Vorbilder nannte Lawry nun Kate Miller-Heidke und Katie Noonan.
Im August 2015 erschien, gemeinsam mit Karen Oberlin und Michael Winther, mit Waiting for the Angel ein weiteres Jazz-Werk, auf dem die drei von verschiedenen Künstlern vertonte Texte von David Hajdu interpretierten. 2017 folgte mit The Bathtub and the Sea ein weiteres Soloalbum, 2023 das Jazz-orientierte Album Acrobats.

## Diskografie
- 2008: I want to be Happy
- 2015: Taking Pictures
- 2015: Waiting for the Angel (mit Karen Oberlin und Michael Winther)
- 2017: The Bathtub and the Sea
- 2023: Acrobats